# Elias Kanu
Elias Kanu (Boa Esperança, 8 febbraio 1983) è un ex calciatore brasiliano, di ruolo attaccante.